# Gran Premio de Alanya
El Gran Premio de Alanya (oficialmente: Grand Prix Alanya) es una carrera ciclista turca que se celebra en el mes de febrero alrededor de Alanya en la provincia de Antalya. La carrera se organizó por primera vez en el año 2018 y forma parte del UCI Europe Tour bajo la categoría 1.2.

## Palmarés
| Año  | Ganador            | Segundo          | Tercero            |
| ---- | ------------------ | ---------------- | ------------------ |
| 2018 | Kiril Pozdniakov   | Onur Balkan      | Ivan Balykin       |
| 2019 | Lucas Carstensen   | Yauheni Karaliok | Patryk Stosz       |
| 2020 | Paweł Bernas       | Fabian Schormair | Onur Balkan        |
| 2021 | Davide Gabburo     | Filippo Colombo  | Alessandro Tonelli |
| 2022 | Alessio Martinelli | Sindre Kulset    | Anatoliy Budyak    |

## Palmarés por países
| País       | Victorias |
| ---------- | --------- |
| Italia     | 2         |
| Azerbaiyán | 1         |
| Alemania   | 1         |
| Polonia    | 1         |